# Umberto Mozzoni
Umberto Mozzoni, né le 29 juin 1904 à Buenos Aires en Argentine et mort le 7 novembre 1983 à Rome, est un cardinal argentin de la Curie romaine.

## Biographie

### Prêtre
Sa famille ayant émigré à Macerata en Italie, Umberto Mozzoni commence sa formation dans cette ville avant de la poursuivre à Rome. Il est ordonné prêtre le 14 août 1927 pour le diocèse de Macerata-Tolentino.
Il exerce son ministère dans ce diocèse, en particulier comme enseignant au séminaire, jusqu'en 1935, avant d'occuper divers postes au service de la diplomatie vaticane au Canada, en Grande-Bretagne et au Portugal (en).

### Évêque
Nommé nonce apostolique en Bolivie (en), avec le titre d'archevêque in partibus de Sidé (de) le 13 novembre 1954, il est consacré le 5 décembre suivant par le cardinal James McGuigan avec comme co-consécrateurs Antonio Samorè et Silvio Cassulo.
Il est ensuite nommé nonce apostolique en Argentine (en) le 20 septembre 1958, puis au Brésil (en) le 19 avril 1969.

### Cardinal
Il est créé cardinal par le pape Paul VI lors du consistoire du 5 mars 1973, avec le titre de cardinal-diacre de Sant'Eugenio.
Le 19 juin 1974, il est nommé président de la commission pour les sanctuaires de Pompéi et de Lorette.
Il devient cardinal protodiacre le 15 juin 1980 et le reste jusqu'au 2 février 1982, date à laquelle il est élevé au rang de cardinal-prêtre.

## Succession apostolique
Umberto Mozzoni a ordonné les évêques suivants :
- Évêque José Miguel Medina (es) (1962)
- Évêque Alfonso Pedro Torres Farías, O.P. (1962)
- Archevêque Blas Victorio Conrero (es) (1968)
- Évêque Daniel Tomasella (de), O.F.M.Cap. (1969)
- Évêque Onofre Cândido Rosa (pt), S.D.B. (1970)
- Évêque Agostinho José Sartori (pt), O.F.M.Cap. (1970)
- Évêque Luiz Eugênio Perez (1970)
- Évêque Diógenes da Silva Matthes (de) (1971)
- Évêque Joaquim Rufino do Rêgo (1971)
- Évêque Antônio Sarto (pt), S.D.B. (1971)
- Évêque Abel Alonso Núñez (pt), O. de M. (1971)
- Évêque Estêvão Cardoso de Avellar (de), O.P. (1971)
- Évêque Antônio Afonso de Miranda (pt), S.N.D. (it) (1971)